# انتخابات پارلمانی اسرائیل (۲۰۱۵)

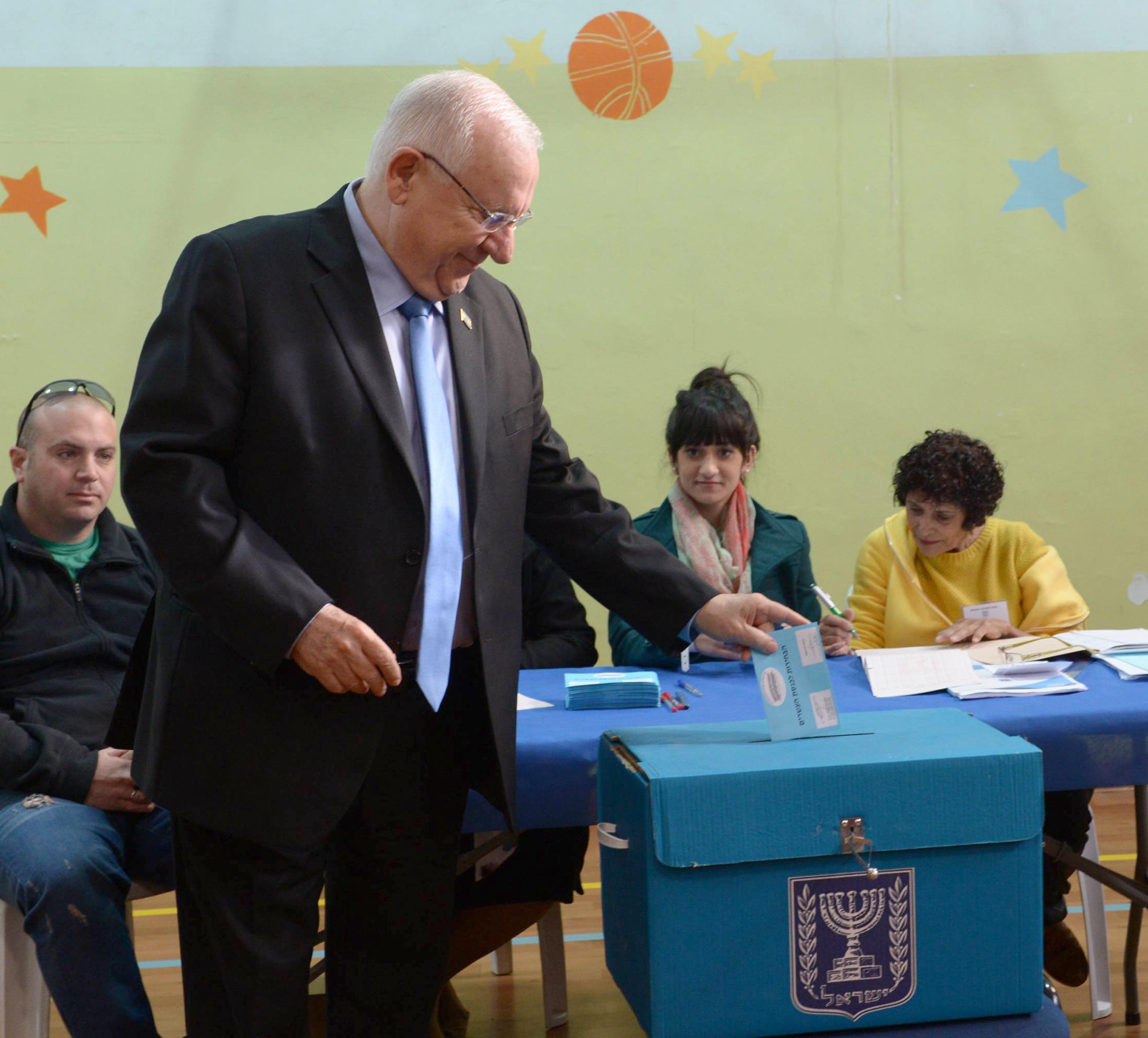
رووین ریولین درحال رای دادن در اورشلیم

انتخابات سراسری اسرائیل به‌طور زودهنگام برای تشکیل ۲۰اُمین کنست در تاریخ ۱۷ مارس ۲۰۱۵ در کشور اسرائیل برگزار شد. این انتخابات در پی اختلافات درونی دولت بر سر بودجه کشوری و طرح کلی کشور یهودی و در پی آن انحلال دولت در دسامبر ۲۰۱۴، برگزار شد. حزب کار به رهبری اسحاق هرتزوگ با ائتلاف با حزب هاتنوعا به رهبری تسیپی لیونی و تشکیل اتحاد صهیونیستی رقیب اصلی حزب لیکود محسوب می‌شود که ریاست دولت ائتلافی پیشین را در اختیار داشت و نظرسنجی‌ها از رقابت تنگاتنگ این دو حکایت داشت.
نرخ مشارکت در این انتخابات حدود ۷۲ درصد بود که بالاترین نرخ مشارکت از سال ۱۹۹۹ تاکنون محسوب می‌شود.
در این انتخابات حزب لیکود به رهبری بنیامین نتانیاهو با کسب ۳۰ کرسی از مجموع ۱۲۰ کرسی در رتبه اول قرار گرفت و تعداد کرسی‌های خود در پارلمان را ۱۲ کرسی افزایش داد. اتحاد صهیونیستی با کسب ۲۴ کرسی، فهرست مشترک احزاب عرب با کسب ۱۳ کرسی و حزب یش عتید با کسب ۱۱ کرسی در رتبه‌های بعدی قرار گرفتند.

## نتایج کامل
| حزب             | حزب                | آرا       | %     | کرسی | +/–       |
| --------------- | ------------------ | --------- | ----- | ---- | --------- |
|                 | لیکود              | ۹۸۴٬۹۶۶   | ۲۳٫۴۰ | ۳۰   | +۱۲       |
|                 | اتحاد صهیونیستی    | ۷۸۶٬۰۷۵   | ۱۸٫۶۷ | ۲۴   | +۳        |
|                 | فهرست مشترک عرب    | ۴۴۳٬۸۳۷   | ۱۰٫۵۴ | ۱۳   | +۲        |
|                 | یش عتید            | ۳۷۰٬۸۵۰   | ۸٫۸۱  | ۱۱   | –۸        |
|                 | کولانو             | ۳۱۵٬۲۰۲   | ۷٫۴۹  | ۱۰   | جدید      |
|                 | خانه یهود          | ۲۸۳٬۵۵۹   | ۶٫۷۴  | ۸    | –۴        |
|                 | شاس                | ۲۴۱٬۲۰۰   | ۵٫۷۳  | ۷    | –۴        |
|                 | اسرائیل خانه ما    | ۲۱۵٬۰۸۳   | ۵٫۱۱  | ۶    | –۷        |
|                 | یهودیت متحد توراتی | ۲۱۱٬۸۲۶   | ۵٫۰۳  | ۶    | –۱        |
|                 | مرتص               | ۱۶۵٬۲۹۲   | ۳٫۹۳  | ۵    | –۱        |
|                 |                    |           |       |      |           |
|                 | یَخاد               | ۱۲۵٬۱۰۶   | ۲٫۹۷  | ۰    | جدید      |
|                 | آل یارود           | ۴۷٬۱۵۶    | ۱٫۱۲  | ۰    | ۰         |
|                 | حزب سبز            | ۳٬۴۲۹     | ۰٫۰۸  | ۰    | ۰         |
|                 | نناخ               | ۲٬۵۰۲     | ۰٫۰۶  | ۰    | ۰         |
|                 | ئوبیزخوتان         | ۱٬۹۷۷     | ۰٫۰۵  | ۰    | جدید      |
|                 | امید تغییر         | ۱٬۵۱۹     | ۰٫۰۴  | ۰    | ۰         |
|                 | حزب اقتصاد         | ۱٬۰۵۰     | ۰٫۰۲  | ۰    | ۰         |
|                 | حزب گل             | ۹۴۳       | ۰٫۰۲  | ۰    | جدید      |
|                 | حزب پیرات          | ۹۴۱       | ۰٫۰۲  | ۰    | ۰         |
|                 | بریط عولام         | ۸۸۶       | ۰٫۰۲  | ۰    | ۰         |
|                 | حزب عزت            | ۵۶۲       | ۰٫۰۱  | ۰    | ۰         |
|                 | حزب عور            | ۵۰۳       | ۰٫۰۱  | ۰    | ۰         |
|                 | دموکراتورا         | ۲۴۳       | ۰٫۰۱  | ۰    | تازه‌تأسیس |
|                 | مورشت آوورت        | ۲۲۳       | ۰٫۰۱  | ۰    | ۰ -->     |
| آرای باطله      | آرای باطله         | ۴۳٬۸۶۹    | ۱٫۰۴  | –    | –         |
| مجموع           | مجموع              | ۴٬۲۵۳٬۳۳۶ | ۱۰۰   | ۱۲۰  | –         |
| کل آرای اخذ شده | کل آرای اخذ شده    | ۵٬۸۸۱٬۶۹۶ | ۷۲٫۳۶ | –    | – -->     |
| منبع: CEC       |                    |           |       |      |           |